# Sagittaria cuneata
Sagittaria cuneata är en svaltingväxtart som beskrevs av Edmund Perry Sheldon. Sagittaria cuneata ingår i släktet pilbladssläktet, och familjen svaltingväxter. Inga underarter finns listade.

## Bildgalleri

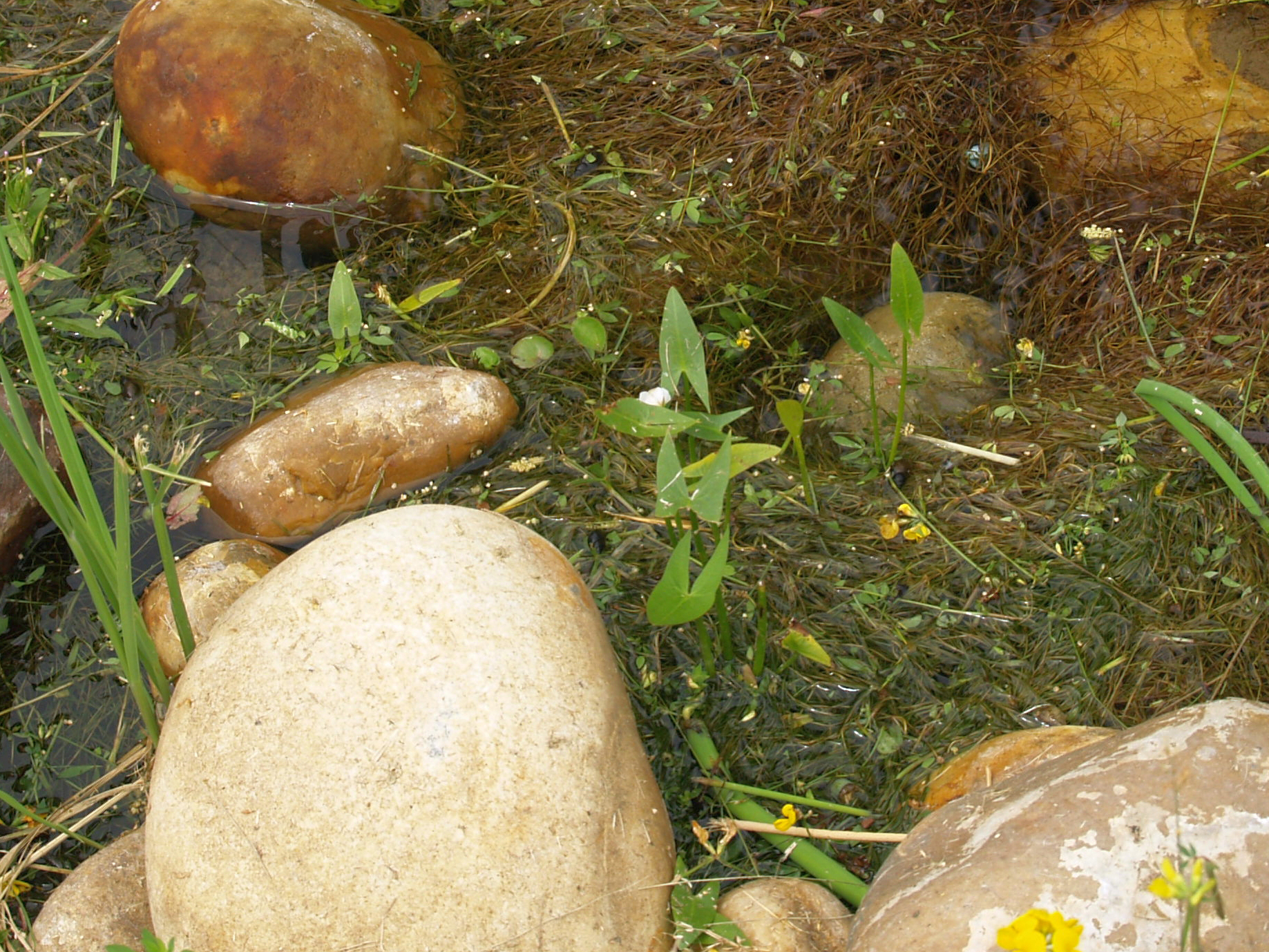
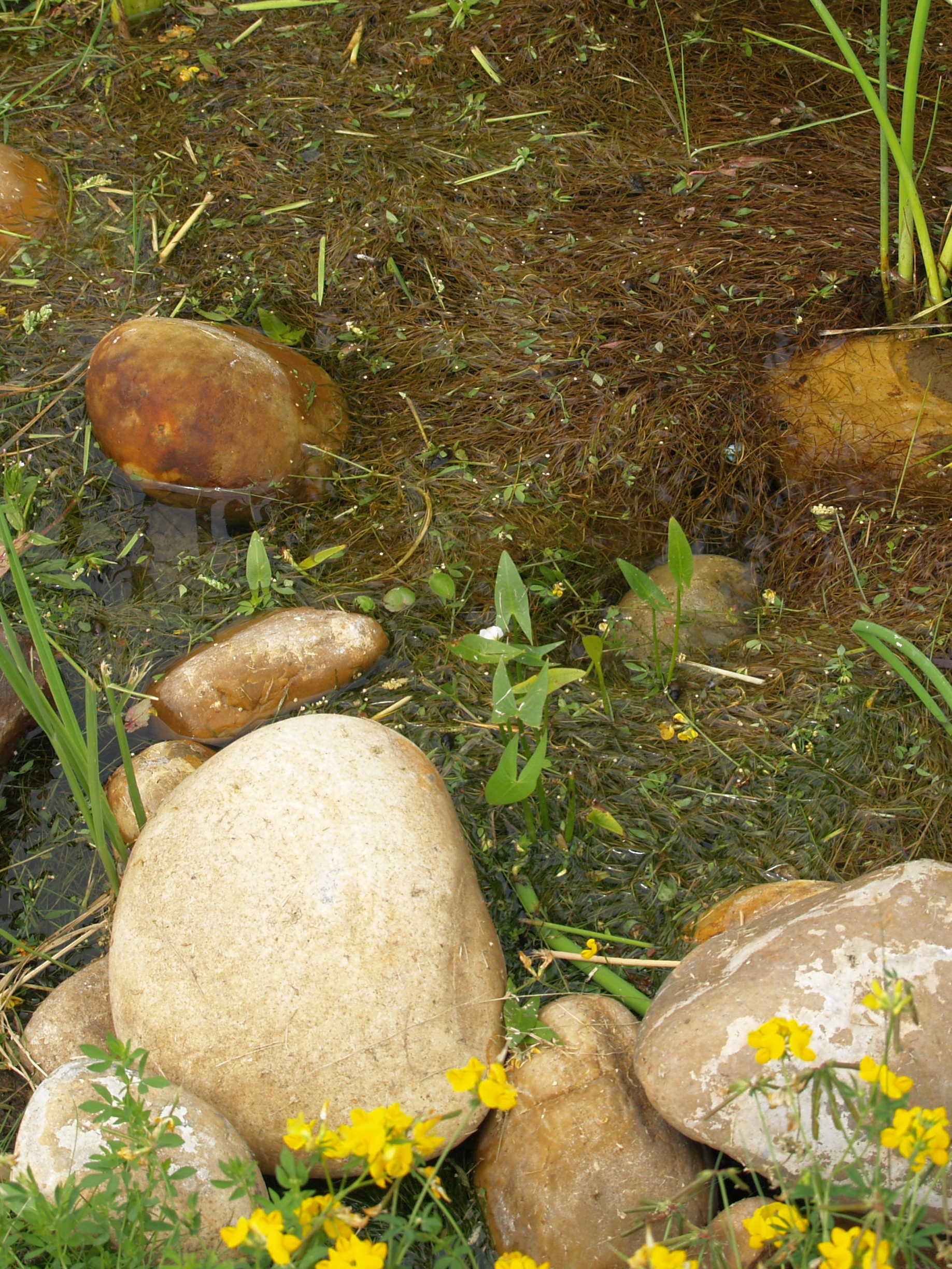
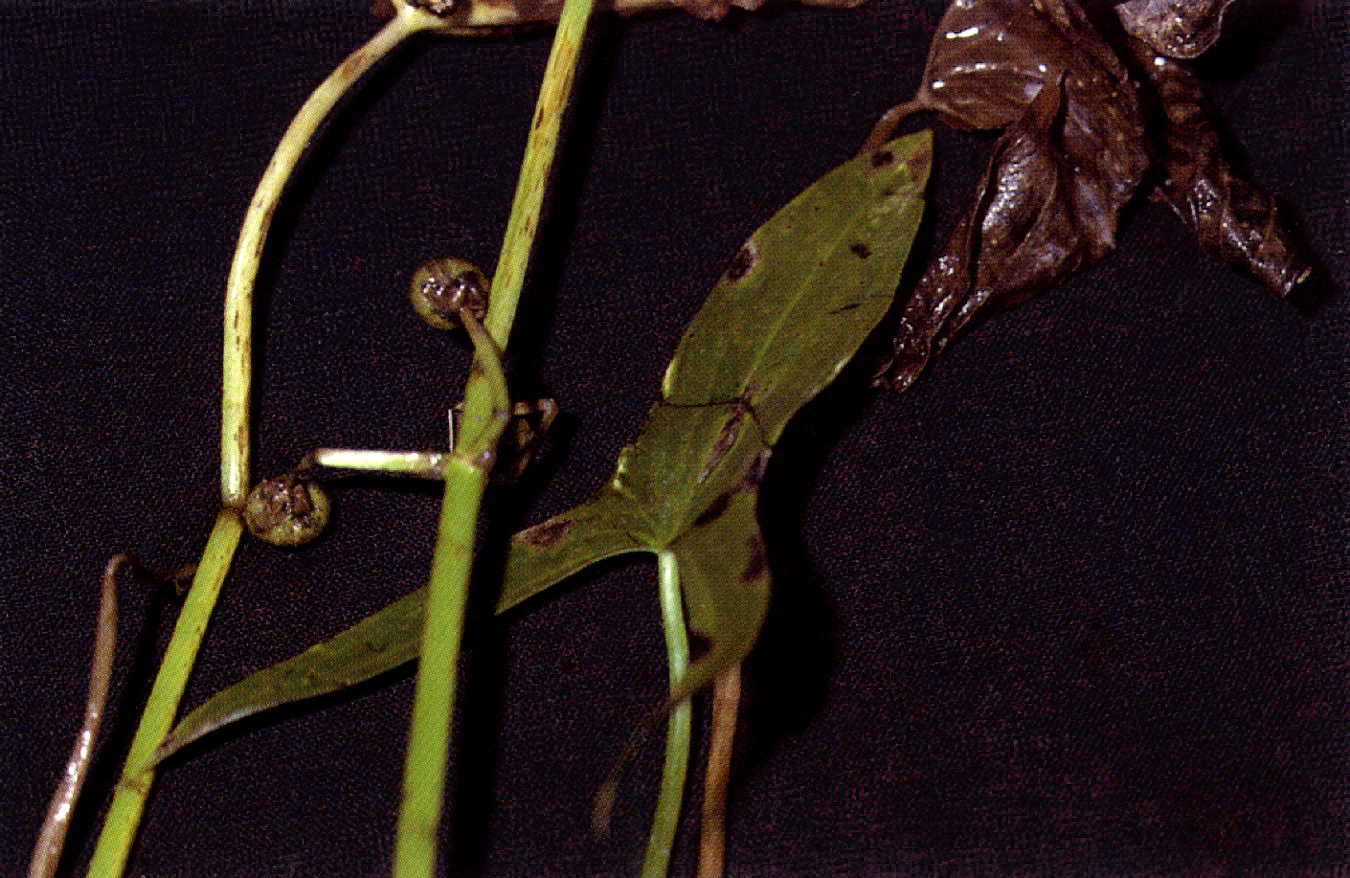